# Mistrzostwa Świata Juniorów w Hokeju na Lodzie 2015
39. Mistrzostwa Świata Juniorów w Hokeju na Lodzie – turniej hokejowy, który odbywał się pomiędzy 26 grudnia 2014–5 stycznia 2015 w kanadyjskich miastach Toronto i Montrealu. Mecze rozgrywano w dwóch halach: Air Canada Centre oraz Bell Centre. Były to jedenaste zawody o mistrzostwo świata w Kanadzie, w których po raz pierwszym gospodarzem spotkań było także Toronto. Poprzednio Montreal był gospodarzem mistrzostw w 1978 roku. Pierwsze z miast jest gospodarzem 10 meczów fazy grupowej i dwóch ćwierćfinałów, natomiast Montreal dokłada do tego mecze półfinałowe oraz mecze o 3. miejsce i finał.
Obrońcą tytułu mistrzowskiego jest reprezentacja Finlandii, która w 2014 roku w Malmö po dogrywce pokonała reprezentację Szwecji 3:2.
Złoty medal zdobyli reprezentanci Kanady pokonując w finale reprezentację Rosji 5:4. Było to szesnaste w historii zwycięstwo tej reprezentacji, a pierwsze od 2009 roku. Po raz drugi w historii Słowacja zdobyła brązowy medal.

## Elita
| Lp. | Drużyna           |
| --- | ----------------- |
|     | Kanada            |
|     | Rosja             |
|     | Słowacja          |
| 4   | Szwecja           |
| 5   | Stany Zjednoczone |
| 6   | Czechy            |
| 7   | Finlandia         |
| 8   | Dania             |
| 9   | Szwajcaria        |
| 10  | Niemcy            |

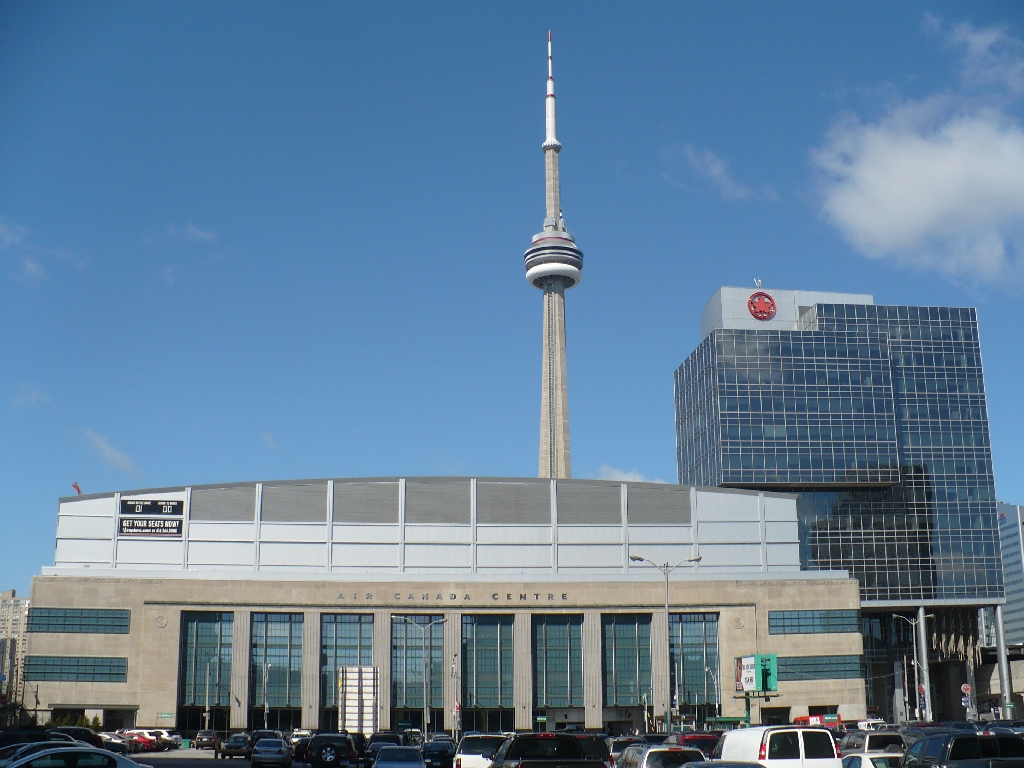
Air Canada Centre

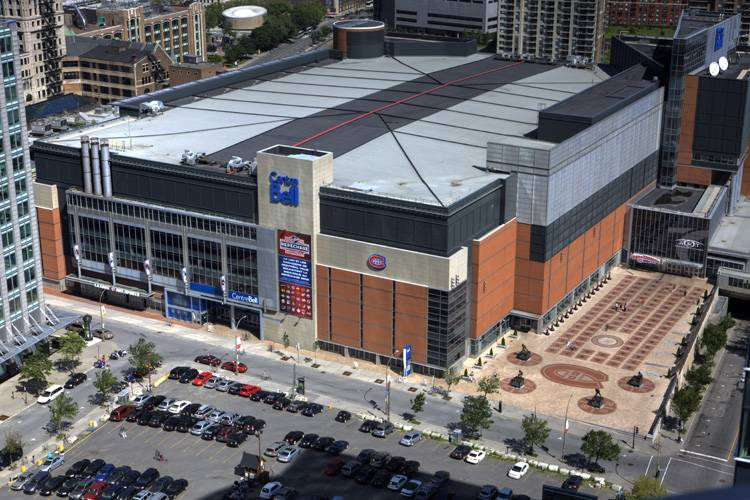
Bell Centre

W tej części mistrzostw uczestniczyło 10 najlepszych drużyn na świecie. System rozgrywania meczów jest inny niż w niższych dywizjach. Najpierw drużyny rozgrywały mecze w fazie grupowej (2 grupy po 5 zespołów), systemem każdy z każdym. Do fazy pucharowej, czyli ćwierćfinałów awansowało po 4 drużyny z obu grup. Najsłabsza drużyna z każdej z grup zagrała w fazie play-off do dwóch zwycięstw. Drużyna, która przegrała dwukrotnie, spadła do niższej dywizji.
Najszybsza bramka turnieju zdobyta została w finale. Zdobył ją Kanadyjczyk Anthony Duclair, który pokonał w 23 sekundzie spotkania bramkarza reprezentacji Rosji. Najskuteczniejszym zawodnikiem turnieju został jego rodak Sam Reinhart, który w siedmiu spotkaniach zdobył 11 punktów. Dylan Larkin jako jedyny w pięciu spotkaniach zdobył pięć bramek i został królem strzelców turnieju. Do piątki gwiazd wyznaczonej przez media zaliczono reprezentanta Słowacji - Denisa Goldę na pozycji bramkarza (zawodnik ten zdobył również tytuł MVP turnieju), obrońców: Forslinga ze Szwecji i Kanadyjczyka Morrissey. W linii ataku wystawiono kanadyjskie trio: Sam Reinhart, Max Domi i Connor McDavid.

## Pierwsza dywizja
Grupa A
| Lp. | Drużyna  |
| --- | -------- |
| 1   | Białoruś |
| 2   | Norwegia |
| 3   | Łotwa    |
| 4   | Włochy   |
| 5   | Austria  |
| 6   | Słowenia |

Grupa B
| Lp. | Drużyna    |
| --- | ---------- |
| 1   | Kazachstan |
| 2   | Ukraina    |
| 3   | Polska     |
| 4   | Francja    |
| 5   | Japonia    |
| 6   | Węgry      |

W mistrzostwach pierwszej dywizji uczestniczyło 12 zespołów, które zostały podzielone na dwie grupy po 6 zespołów. Rozegrały one mecze systemem każdy z każdym. Zwycięzca turnieju grupy A awansował do mistrzostw świata elity w 2016 roku, zaś najsłabsza drużyna grupy B spadła do drugiej dywizji.
Turnieje Grup A i B odbyły się w dniach 14–20 grudnia 2014 roku, odpowiednio we włoskim Asiago oraz w węgierskim Dunaújváros.

## Druga dywizja
Grupa A
| Lp. | Drużyna          |
| --- | ---------------- |
| 1   | Wielka Brytania  |
| 2   | Litwa            |
| 3   | Korea Południowa |
| 4   | Holandia         |
| 5   | Estonia          |
| 6   | Rumunia          |

Grupa B
| Lp. | Drużyna   |
| --- | --------- |
| 1   | Chorwacja |
| 2   | Hiszpania |
| 3   | Australia |
| 4   | Belgia    |
| 5   | Serbia    |
| 6   | Islandia  |

W mistrzostwach drugiej dywizji uczestniczyło 12 zespołów, które zostały podzielone na dwie grupy po 6 zespołów. Rozegrały one mecze systemem każdy z każdym. Zwycięzca turnieju grupy A awansował do mistrzostw świata pierwszej dywizji w 2016 roku, zaś najsłabsza drużyna grupy B spadła do trzeciej dywizji.
Turniej Grupy A odbył się w dniach 7 – 13 grudnia 2014 roku w estońskim Tallinnie.
Turniej Grupy B odbył się w dniach 13 – 19 grudnia 2014 w hiszpańskiej Jacy.

## Trzecia dywizja
| Lp. | Drużyna           |
| --- | ----------------- |
| 1   | Chiny             |
| 2   | Nowa Zelandia     |
| 3   | Meksyk            |
| 4   | Południowa Afryka |
| 5   | Turcja            |

W mistrzostwach trzeciej dywizji uczestniczyło 5 zespołów (zespół bułgarski został wycofany z rozgrywek), rozgrywając mecze systemem każdy z każdym. Zwycięzca turnieju awansował do mistrzostw świata drugiej dywizji w 2016 roku.
Turniej odbędzie się w dniach 20 – 25 stycznia 2015 roku w nowozelandzkim Dunedin.